# Грумоло деле Абадесе
Грумоло деле Абадесе (итал. Grumolo delle Abbadesse) је насеље у Италији у округу Виченца, региону Венето.
Према процени из 2011. у насељу је живело 2249 становника. Насеље се налази на надморској висини од 25 м.

## Становништво
| 1951. | 1961. | 1971. | 1981. | 1991. | 2001. | 2011. |
| ----- | ----- | ----- | ----- | ----- | ----- | ----- |
| 2.755 | 2.369 | 2.369 | 2.855 | 3.105 | 3.311 | 3.741 |